# Коста, Флавио
Флавио Родригес да Коста (порт.-браз. Flávio Rodrigues da Costa; 14 сентября 1906, Карангола — 22 ноября 1999, Рио-де-Жанейро) — бразильский футболист и тренер, играл на позиции полузащитника. Долгие годы был главным тренером клуба «Фламенго», которым руководил, в общей сложности, на протяжении 762 матча (435 побед, 148 ничьих и 179 поражений).

## Карьера
Флавио Коста начал карьеру в клубе «Элленик», по другим данным название клуба было «Элено». Но большую часть игровой карьеры он провёл в клубе «Фламенго», за который выступал с 1925 по 1933 год, сыграв 147 матчей (67 побед, 30 ничьих и 50 поражений) и забив 16 голов.
Завершив карьеру игрока, Флавио Коста начал карьеру тренера, возглавив «Фламенго» в 1934 году, а через два года выиграл свой первый титул — Турнир Аберто в Рио-де-Жанейро, однако через год он покинул клуб. С апреля 1937 по сентябрь 1938 года Коста работал помощником главного тренера «Менго» Дори Кюршнера. Он очень сильно критиковал венгерского тренера за то, что тот использовал модернизированную чепменовскую схему игры 3-2-2-3. Уже после смерти Кюршнера Коста, который открыто критиковал Изидора, модернизировал схему венгра, назвал её «WM» и успешно использовал многие годы. Более того, Коста после одного из товарищеских матчей, в котором его команда обыграла один из венгерских клубов со счётом 5:0, сказал: «Преимущество наших знаний связано с нашим бывшим тренером, вашим Дори Кюршнером»..
В 1938 году Флавио Коста вернулся на пост тренера «Фламенго» и год спустя выиграл чемпионат Рио, а затем с 1942 по 1944 годы три раза подряд повторял этот успех. Ещё одной удачей Флавио Косты стало подписание контракта «Фламенго» с Зизиньо, впоследствии ставшим одним из лучших игроков бразильского футбола. Когда молодой Зизиньо пришёл на просмотр, Флавио Коста не отказал игроку, как часто бывало, а сказал: «Вы из Нитероя? У вас есть 10 минут, чтобы показать, что вы можете играть за „Фламенго“»..
В 1944 году Флавио Коста возглавил сборную Бразилии, с которой выиграл Кубок Рока в 1945 году, южноамериканский чемпионат в 1949 году, а на чемпионате мира в 1950 году бразильцы, игравшие лучше всех прочих команд, проиграли в матче Уругваю со счётом 1:2, хотя их устраивала даже ничья. После игры обвиняли всех, но наибольшей критике подвергся Коста, уволенный сразу после матча.

«У уругвайцев было хорошее нападение, но защита состояла из ветеранов. Она не могла выдержать нашего нападения. Мы легко забили первый гол. После чего на трибунах появились белые носовые платки, отправляющие домой уругвайцев. Но когда Уругвай забил свой первый гол, тишина опустилась на Маракану. Наши игроки испугались её. Они трусы. Когда забивался второй гол, уже не было команды. Защитник Жувенал, который должен был опекать Гиджу, даже ничего не сделал. Остальное вы знаете. После 1950 года многие поколения ненавидели меня».
Во время работы со сборной Флавио Коста руководил и клубом «Васко да Гама», с которым выиграл клубный чемпионат Южной Америки и два титула чемпиона штата. Уже после чемпионата мира Флавио Коста работал с «Васко», «Фламенго», «Сан-Паулу» и «Бангу». Также он тренировал португальский «Порту». В нескольких матчах Флавио Коста вновь руководил сборной Бразилии, а всего провёл с национальной командой 56 встреч (35 побед, 9 ничьих и 12 поражений).

## Характер Флавио Косты
Флавио Коста был очень жёстким по характеру тренером. Он совершенно не терпел вмешательств и пререканий в свою работу ни от руководителей команд, ни от игроков, ни даже от своих помощников. Например, в 1963 году после скандала с одной из главных звёзд «Фламенго», Жерсоном, который хотел обсудить изменение своей роли на поле с Флавио Костой, футболист был сразу же продан в другой клуб. То же случилось и с Дидой год спустя, после того, как игрок не захотел выполнять в одном из матчей строгие тактические функции. А Элено был «убран» из команды за нарушение спортивного режима. В «Васко» Коста убрал из команды центрального защитника, Рамона Рафанельи.

## Достижения
- Чемпион штата Рио-де-Жанейро (9): 1939, 1942, 1943, 1944, 1947, 1949, 1950, 1952, 1963
- Чемпион турнира Рио-Сан-Паулу (1): 1940
- Обладатель кубка Рока (1): 1945
- Победитель турнира Начала чемпионата Рио-де-Жанейро: 1946, 1951, 1952, 1948
- Обладатель Кубка Рио-Бранко: 1947
- Клубный чемпион Южной Америки (1): 1948
- Чемпион Южной Америки (1): 1949
- Обладатель кубка Атлантики (1): 1956